# Casa a la platja (Begur)
La Casa a la platja és una obra de Begur (Baix Empordà) inclosa a l'Inventari del Patrimoni Arquitectònic de Catalunya.

## Descripció
Casa de planta rectangular de PB i 2 plantes que guanya el fort desnivell des del carrer superior fins a la platja on es troba la portalada d'arc rebaixat i que guarda les barques.
Aquesta porta està flanquejada per 2 petites finestres de llinda planera. A planta pis i respectant la simetria respecte a la porta hi ha 5 obertures de finestra, on la de la més a l'esquerra és un balco que trenca la simetria (és de petja arrodonida). Tota la façana esta encalcinada i en la part baixa crea un sòcol de pedra aplaçada del lloc i que guanya el desnivell de les roques fins al mar. Aquesta façana (aquesta part) clou amb un ribet que separa la part superior en terrassa planera i que retarda la façana- per la part esquerra de la terrassa hi ha un cos -galeria amb 3 arcs de punt rodó a façana pal., 2 a la lateral esquerra i 2 més a la lateral dreta (comunicant amb la terrassa.)
La lateral esquerra té un jardinet que s'accedeix des de la platja per una escala tan gencial. Des del jardí es passa a la casa per porta lateral.

## Història
Antigament havia estat casa de pescadors, i de les més antigues.